# L'Erola (Calders)
L'Erola és una masia del terme de Calders (Moianès) inclosa en l'Inventari del Patrimoni Arquitectònic de Catalunya. Pertany a la parròquia de Sant Vicenç de Calders.

## Descripció
És una masia de forma rectangular, amb annexos laterals a l'oest; situada a un petit pla. El portal d'entrada és a migdia, de mig punt i dovellat, amb un gravat a la dovella central amb l'emblema de Jesucrist. Encarada al nord hi ha una gran galeria que cobreix tota la façana. Té tres plantes: els baixos, de volta, amb celler, tines, graner, i estables; el primer pis, dedicat a l'habitatge; el segon pis són golfes. Són de destacar la sala i la cuina, típiques de masia catalana. El material constructiu és pedra, reble, i maó en les noves construccions. Construccions adossades als murs que tanquen la lliça: corts i coberts.
La bústia està situada a la façana est del mas, aprofitant la mateixa paret de la casa. Exteriorment és visible una pedra rectangular treballada d'uns 50 cm de llarg per 20 cm d'ample, buidada del mig per formar l'espai per on tirar les cartes. A l'interior, la bústia dona al que ara és una habitació-traster, als baixos de la casa. Hi ha una porteta de fusta, d'uns 50 cm e llarg per 40 cm d'ample que comunica amb la pedra exterior, per on es treien les cartes. La profunditat de la bústia és la mateixa que la paret de la casa, uns 80 cm.

## Història
La masia està construïda en diferents etapes. La notícia més antiga data del 1107, any en què el mas "Herola" fou donat al monestir de Sant Benet de Bages per "Stephania", muller de Ponç de Calders, en reparació dels danys causats al cenobi en retenir injustament uns terrenys.
L'any 1690 l'estructura de la casa sofrí reformes. A mitjans del segle xviii s'afegeix al nord una galeria arcada, amb els pilars de pedra.
Es diu que en la bústia de la casa també es recollien les cartes que havien d'anar a Monistrol, ja que el camí ral de Calders a Monistrol passava per davant de la casa.